# Норма энергопотребления
Норма энергопотребления (промышленных предприятий) — научно обоснованное количество энергоресурсов, необходимое и достаточное для обеспечения технологического процесса при заданных параметрах производства и окружающей среды.

## Цели нормирования
1. Планирование объёма энергопотребления для оценки экономической деятельности предприятия.
2. Прогнозирование значений энергопотребления для заказа энергоресурсов
3. Определение участков неэффективного использования энергоресурсов.

## Методы определения нормы энергопотребления

### Опытный метод
Основан на использовании данных, полученных в результате испытаний (экспериментов). Идея метода развита в работах Б. А. Константинова. Данный метод используется на стадии НИОКР научно-исследовательскими и проектными институтами при проектировании и разработке новых технологических установок и промышленных объектов или модернизации уже существующих.
Ограничения использования метода: оборудование должно находиться в технически исправном, отлаженном состоянии, а технологический процесс должен осуществляться в режиме, предусмотренном технологическими регламентами и инструкциями.
Достоинства метода
- Высокая точность результатов.

Недостатки метода
- Большое число натурных испытаний, в том числе и на экономически не выгодных режимах.
- Длительность исследований.
- Неустойчивость результатов при модернизации оборудования производства.

### Отчётно-статистический
Метод основан на анализе данных статистической (бухгалтерской, оперативной) отчётности о фактическом расходе ТЭР за прошлый период и их интерполяции на расчётный период. Сущность метода с использованием многофакторного корреляционного анализа изложена в работах авторов Тайца А. А., Кузнецова Н. М., Ястребова П. П..
В методе используется следующие математические модели
1. Аналитическая модель представляет собой функцию, определяющую зависимость между величиной энергопотребления и факторами, обуславливающими её изменение.
{\displaystyle E=f(F_{1},F_{2},\ldots ,F_{m})}
где:
- E — норма энергопотребления;
- {\displaystyle F_{1},F_{2},\ldots ,F_{m}} — факторы, влияющие на энергопотребление.

Факторы должны удовлетворять следующим требования: влияние на энергопотребление, независимость, детерминированность (отсутствие человеческого фактора) и наблюдаемость (возможность получения численных значений).
Достоинства модели
- универсальность − может быть использована для любого предприятия.

Недостатки модели
- не учитывает изменения в составе и режимах работы оборудования;
- не учитывает меру влияния энергопотребления не задействованного в технологическом процессе оборудования.

2. Модель базового периода — математическая модель, расчёт энергопотребления в которой осуществляется уточнением значения энергопотребления за какой-либо предыдущий период времени (такой период называется базовым) коэффициентами специального вида.
{\displaystyle E=E_{baz}+\delta _{1}(F_{1}^{baz},F_{2}^{baz},\ldots ,F_{m}^{baz})(F_{1}-F_{1}^{baz})+\ldots +(F_{1}^{baz},F_{2}^{baz},\ldots ,F_{m}^{baz})(F_{m}-F_{m}^{baz})}
где:
- E — норма энергопотребления на расчётный период
- {\displaystyle F_{1}^{baz},F_{2}^{baz},\ldots ,F_{m}^{baz}} − значение факторов на базовом периоде
- {\displaystyle F_{1},\ldots ,F_{m}} − значение факторов на периоде расчёта
- Ebaz − значение энергопотребления на базовом периоде

Достоинства модели
- устраняет погрешность, связанную с трендом по времени (эта погрешность учитывается в базовом периоде);
- если факторы известны и период прогноза мал, то модель обладает достаточно высокой точностью.

Недостатки модели
- проблема выбора базового периода(для определения требуется большая статистика работы предприятия)
- увеличение погрешности расчёта с ростом времени между наблюдениями

### Расчётно-аналитический метод
Основан на выполнении поэлементных расчётов по данным проектно-конструкторской, технологической и другой технической документации, с учётом экспериментально установленных нормативных характеристик энергопотребляющих агрегатов.
Необходимость определения норм расхода ТЭР по энергетическим характеристикам энергопотребляющего оборудования сформулирована в работах Гофмана И. В. и Тайца А. А..
В методе используется объектно-ориентированная математическая модель. Она основана на разбиении моделируемого участка энергетической сети на отдельные агрегаты (потребители энергии) и расчёта их взаимодействия между собой
{\displaystyle E=\sum _{i=1}^{n}E_{i}}
где : 
- E — норма энергопотребления;
- Ei — энергопотребление i-го оборудования;
- {\displaystyle E_{i}=f(N_{i})*T_{i}}
- Ti наработка i-го оборудования, ч;
- {\displaystyle f(N_{i})=aP_{i}+bP_{i}+c} — зависимость энергопотребления i-го оборудования от нагрузки на него (нагрузочная характеристика).

Достоинства метода
- высокая точность при наличии всей информации об оборудовании.

Недостатки метода
- необходима автоматическая система учёта энергопотребления;
- необходима детализация учёта до уровня агрегата.

### Комбинированный метод
Метод, учитывающий связь энергопотребления со структурой и режимом работы производства. Метод предложен в работах, Гринёва А. В., Лозовского С. В., Ляпина П. В., Смирнова С. И..
В методе используется комбинированная математическая модель.
Комбинированная модель — математическая модель, представляющая собой сочетание объектно-ориентированной и аналитической моделей, связанных между собой через понятие энергетического профиля.
{\displaystyle E=\left\{{\begin{matrix}E_{pr1}\Rightarrow f_{1}(F_{1},F_{2},\ldots ,F_{m})\\E_{pr2}\Rightarrow f_{2}(F_{1},F_{2},\ldots ,F_{m})\\\ldots \\E_{prN}\Rightarrow f_{N}(F_{1},F_{2},\ldots ,F_{m})\end{matrix}}\right.}
где:
- E — норма энергопотребления
- {\displaystyle E_{pr1},E_{pr2},\ldots ,E_{prN}} − норма энергопотребления для энергетических профилей 1,2,…,n (объектно-ориентированная часть модели)
- {\displaystyle f_{1}(F_{1},F_{2},\ldots ,F_{m}),f_{2}(F_{1},F_{2},\ldots ,F_{m}),\ldots ,f_{N}(F_{1},F_{2},\ldots ,F_{m})} − функции зависимости между энергопотреблением оборудования входящего в энергетические профили и значениями влияющих на него факторов {\displaystyle F_{1},F_{2},\ldots ,F_{m}} (аналитическая часть модели)

Энергетический профиль — перечень энергопотребляющего оборудования, необходимый и достаточный для выполнения производственной задачи. Каждому энергетическому профилю сопоставляется свой статистический портрет зависимости значений энергопотребления от влияющих факторов, с помощью которого вычисляется норма энергопотребления.
Достоинства метода
- учитывает изменения в составе и режимах работы оборудования;
- позволяет при наличии на предприятии автоматизированной системы управления ТП и частично автоматизированной системы учёта потребления ТЭР, производить расчёт энергопотребления с детализацией, выше чем существующая система учёта.

Недостатки метода
- необходимо автоматизированное управление производством.

## Средства автоматизации расчёта норм энергопотребления
Многовариантные расчёты норм энергопотребления в абсолютных и удельных значениях производятся на предприятиях постоянно.
Для произведения расчётов надлежащего качества требуются большое количество времени и трудозатрат квалифицированного персонала. Поэтому применяются различные автоматизированные системы расчёта норм расхода энергоресурсов и управления энергопотреблением.
Например:
- Программа расчета норм энергопотребления